# Восточная (Новосибирская область)
Восто́чная — станция в Тогучинском районе Новосибирской области. Входит в состав Репьевского сельсовета.

## География
Площадь станции — 14 гектаров.

## Население
| 2002 | 2007 | 2010 |
| ---- | ---- | ---- |
| 280  | ↘270 | ↗278 |

## Инфраструктура
На станции по данным на 2007 год функционирует 1 учреждение образования.